# Uffe Bech
Uffe Manich Bech (Copenhague, 13 de janeiro de 1993) é um futebolista profissional dinamarquês que atua como meia-atacante, atualmente defende o Panathinaikos.

## Carreira
Uffe Bech faria parte do elenco da Seleção Dinamarquesa de Futebol nas Olimpíadas de 2016, porém foi cortado.